# Hönningen (Katzwinkel)
Hönningen ist ein Ortsteil der Gemeinde Katzwinkel in der Verbandsgemeinde Wissen/Sieg, Rheinland-Pfalz.

## Geographische Position

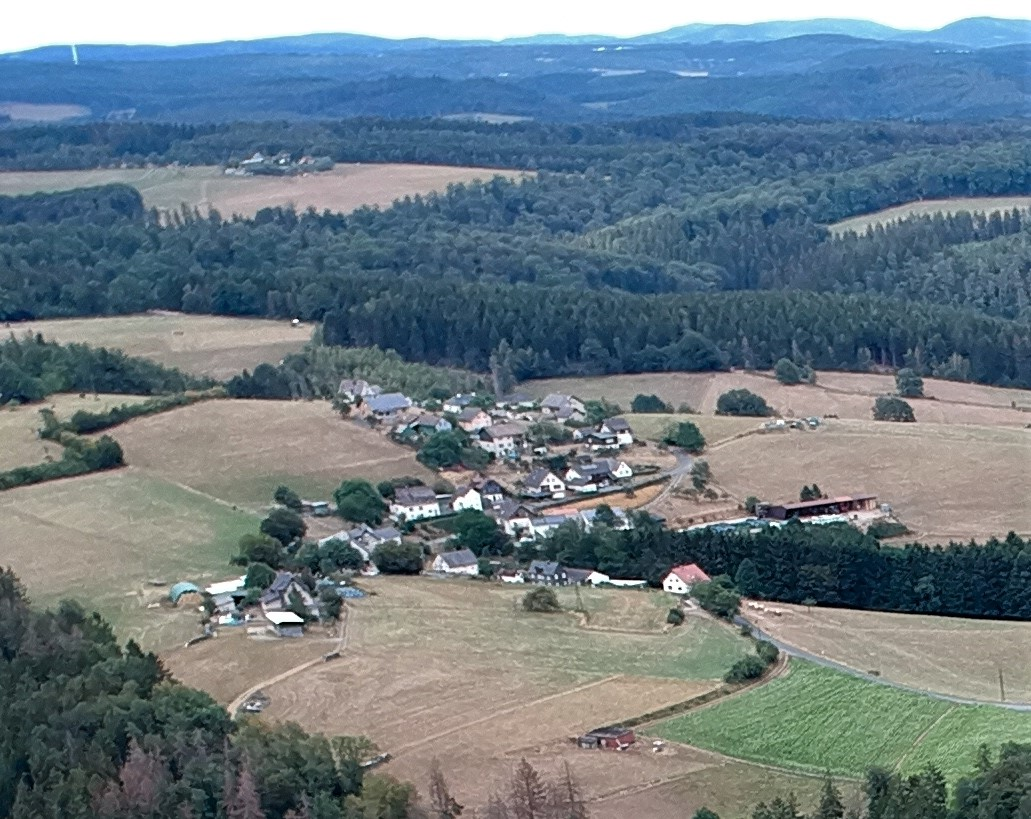
Hönningen

50.82060N 7.80630O (GOV Nochen, berechneter Mittelpunkt, Nummer des TK-Kartenblatts 5112)

## Siedlungsgeschichte
Die erste urkundliche Erwähnung datiert vom 25. Mai 1436:
Hönningen liegt in einem gerodeten Gebiet auf ca. 300 m über NN. Der Boden besteht aus Grauwacke und Schiefer, der nur bis in geringe Tiefe verwittert ist. Hinzu kommt, dass die meisten Niederschläge – durchschnittlich 950 mm pro Jahr – in den Sommermonaten fallen. Das begünstigte die Grünlandnutzung und somit die Viehhaltung. Folglich waren die meisten Bewohner Bauern.
Hönningen lag im Einzugsbereich mehrerer Fernwege Hileweg von der Wetterau über Betzdorf – Katzwinkel – Ebertseifen nach Hohenhain: Brüderstrasse von Flandern über das Wildenburger Land bei Hammerhöhe nach Leipzig; Eisenstrasse von den Erzgruben des Siegerlandes zu den Hammerwerken und Schmieden im Raum Remscheid und Wuppertal.
Grund und Boden gehörten seit Chlodwig I. dem König. Er führte das Lehenswesen ein, indem er seine Gaugrafen mit Land belehnte. Diese belehnten ihrerseits Fürsten und Grafen, die es an Bauern verpachteten.
In Hönningen mussten die Bauern das zu bewirtschaftende Land von den der Herrschaft Hatzfeldt-Wildenburg für 7–12 Jahre gegen Abgaben pachten. Nach Ablauf der Pachtzeit entschied die Rentei der Herrschaft von Wildenburg über eine Verlängerung oder Neuvergabe. Ein Pachtvertrag ging beim Tod eines Pächters nicht automatisch auf den Überlebenden über, auch nicht auf ein Kind. Dadurch kam es zur Wanderung der Pächter von Hof zu Hof, z. B. kam eine Familie über Pachthöfe von Obergüdeln – Linden – Schönborn nach Hönningen. Eine andere von Friesenhagen über Wippermühle.
Das galt bis zur Bodenreform 1948. Erst dann konnten die Bauern „ihren“ Grund und Boden erwerben. Alle Waldgebiete, die Fischerei- und Jagdrechte blieben Eigentum der Herrschaft Hatzfeldt-Wildenburg.
In diesem Gebiet ließ die Herrschaft Hatzfeldt-Wildenburg vorwiegend das sächsisch-westfälische Haus bauen. Bei diesem Haustyp ist die Scheune vom Haus getrennt. In Hönningen standen die Scheunen am Ortseingang in einem eigenen Komplex. Im sächsisch-westfälischen Haus befindet sich der Eingang auf einer Giebelseite und führt über den Ern bis zum Stall auf der anderen Seite. Die Türen waren zweigeteilt. Die untere Hälfte war meist geschlossen, um Tieren den Zugang zum Haus zu versperren. Die obere Hälfte blieb tagsüber offen, um Licht und Luft ins Haus zu lassen. Nachts wurde die obere Hälfte verschlossen.

## Religion
Hönningen gehörte mit dem Wissener Land seit 722 zum Dekanat Siegburg und war überwiegend katholisch.
Um das Jahr 1000 gab es in Wissen schon eine katholische Pfarrei. Dorthin mussten die Bewohner sonntags per Verfügung zur Kirche gehen.
Geburt, Taufe, Hochzeit und Tod mussten in den Kirchen gemeldet werden, da die Kirchen bis zur Einführung des „Reichsgesetzes zur Beurkundung des Personenstandes“ 1876 die Aufgaben des heutigen Standesamtes wahrnahmen.
Drei Bewohner Hönningens wurden Priester: Augustinus Hombach (1879–1933), ab 1923 Erzbischof von Tegucigalpa, Honduras; Alfons Höfer (1911–1989), Kaplan und Pfarrer in Costa Rica, Apostolischer Vikar von Limon und Titularbischof von Theben; Alfons Höfer (1937–2020), tätig in der Stadtmännerseelsorge in Köln, 1986–1992 Provinzial der norddeutschen Provinz der Jesuiten, Leiter der Karl-Rahner-Akademie.

## Bildung
Im Mittelalter gab es nur einige wenige Schulen, die an Pfarreien gebunden waren. Erst ab 1589 gab es eine Schulordnung, die vorschrieb, dass möglichst alle Kinder in Lesen, Schreiben und Katechismus unterrichtet werden sollten. 1827 gab es eine Winterschule (Oktober bis März) in Hönningen mit Lehrer Johann Josef Arns und 15 Kindern.
1859 wurde im benachbarten Elkhausen eine Schule gebaut und die Kinder erhielten ganzjährigen, regelmäßigen Unterricht.

## Chronologie
- 1436: Erste urkundliche Erwähnung
- 1505: Godert von Hatzfeldt belehnt Johann von Hönningen.
- 1532: Hönningen gehört zum „Vorderen Schloß zu Wildenburg“.
- 1584: Herrschaftsumritt von Wilhelm von Hatzfeldt und seinem Rentmeister[4]
- 1605: Heinrich von Hatzfeldt belehnt Hubert von Hönningen mit dem Hof zu Hönningen.
- 1621: In Hönningen gab es 5 Höfe.
- 1642: Erbkaufvertrag des Johann Bender von Feringen aus Reifenrath mit Johann Leitig Claren über das Kampgut zu Hönningen
- 1723 wird der Ahn einer Familie in Hönningen geboren, deren Nachkommen noch heute dort wohnen.[5]
- 1740: Erste dokumentierte Hochzeit[6]
- 1830: In Hönningen gibt es 10 Höfe der Herrschaft Hatzfeldt-Wildenburg.
- 1871: Hönningen hat 100 Bewohner, die größte Anzahl seit Bestehen.
- 1910: Hönningen hat nur noch 5 Höfe.
- 1920er Jahre: Viele junge Bewohner verlassen das Dorf.
- 1950: Es gibt 55 Hektar landwirtschaftliche Fläche.[7]
- 1952: Im Rahmen der Bodenreform können die Pächter das Land, das sie bewirtschaften, käuflich erwerben.
- 1952: Ursula von Hatzfeldt errichtet oberhalb des Ortes ein Haus für den Revierförster und eine Jagdhütte.
- 2016: Es gibt nur noch 2 Vollerwerbslandwirte, die beide Viehhaltung betreiben, und einen Viehhändler.
- 2019: Die Straße von Elkhausen nach Hönningen wird erneuert und im Vorfeld bereits eine neue Gasleitung und ein Breitbandkabel verlegt.
- 2021: die katholische Jugend unterstützt durch einen BAZAR die Stiftung FLY& HELP, die in diesem Jahr die 500-ste Schule in Togo, Westafrika baut.
- 2022: die Osterkrippe in St. Bonifatius, Elkhausen brannte ab und verursachte erheblichen Schaden, da Ruß durch die ganze Kirche zog, CHORUS LIVE unter der Leitung von Georg Rieth, begleitet das Chorgebet im Kölner Dom, übertragen weltweit von domradio.de., Einweihung des neugestalteten Dorfplatzes in Elkhausen, Friedrich Dönhoff, Großneffe von Marion Gräfin Dönhoff (Herausgeberin der „ZEIT“, begraben in Crottorf), liest im Schloß Schönstein aus seinem Werk: „Die Welt ist so, wie man sie sieht – Erinnerungen an Marion Dönhoff“, BAZAR der katholischen Jugend ,